# 各年のドイツの一覧
各年のドイツの一覧（かくねんのドイツのいちらん）は、ドイツの各年ごとの記事の一覧。この一覧ではドイツの各年ごとの記事の他、各世紀と各年代、ドイツの各分野における各年ごとの記事についても取り扱う。

## 一覧

### 8世紀
- 800年代
  - 800年のドイツ（英語版）

### 17世紀
- 1600年代
  - 1600年のドイツ（英語版） 1601年のドイツ（英語版） 1602年のドイツ（英語版） 1603年のドイツ（英語版）
- 1610年代
  - 1614年のドイツ（英語版）
- 1650年代
  - 1650年のドイツ（英語版）
- 1660年代
  - 1661年のドイツ（英語版）

### 18世紀
- 1750年代
  - 1758年のドイツ（英語版）
- 1770年代
  - 1774年のドイツ（英語版）

### 19世紀
- 1800年代
  - 1803年のドイツ（英語版）
- 1810年代
  - 1819年のドイツ（英語版）
- 1830年代
  - 1832年のドイツ（英語版）
- 1840年代
  - 1844年のドイツ（英語版）
- 1850年代
  - 1850年のドイツ（英語版） 1853年のドイツ（英語版） 1854年のドイツ（英語版）
- 1860年代
  - 1860年のドイツ（英語版） 1862年のドイツ（英語版） 1863年のドイツ（英語版） 1864年のドイツ（英語版）
  - 1868年のドイツ（英語版） 1869年のドイツ（英語版）
- 1870年代
  - 1870年のドイツ（英語版） 1871年のドイツ（英語版） 1872年のドイツ（英語版） 1873年のドイツ（英語版） 1874年のドイツ（英語版）
  - 1875年のドイツ（英語版） 1876年のドイツ（英語版） 1877年のドイツ（英語版） 1878年のドイツ（英語版） 1879年のドイツ（英語版）
- 1880年代
  - 1880年のドイツ（英語版） 1881年のドイツ（英語版） 1882年のドイツ（英語版） 1883年のドイツ（英語版） 1884年のドイツ（英語版）
  - 1885年のドイツ（英語版） 1886年のドイツ（英語版） 1887年のドイツ（英語版） 1888年のドイツ（英語版） 1889年のドイツ（英語版）
- 1890年代
  - 1890年のドイツ（英語版） 1891年のドイツ（英語版） 1892年のドイツ（英語版） 1893年のドイツ（英語版） 1894年のドイツ（英語版）
  - 1895年のドイツ（英語版） 1896年のドイツ（英語版） 1897年のドイツ（英語版） 1898年のドイツ（英語版） 1899年のドイツ（英語版）
- 1900年代
  - 1900年のドイツ（英語版）

### 20世紀
- 1900年代
  - 1901年のドイツ（英語版） 1902年のドイツ（英語版） 1903年のドイツ（英語版） 1904年のドイツ（英語版）
  - 1905年のドイツ（英語版） 1906年のドイツ（英語版） 1907年のドイツ（英語版） 1908年のドイツ（英語版） 1909年のドイツ（英語版）
- 1910年代
  - 1910年のドイツ（英語版） 1911年のドイツ（英語版） 1912年のドイツ（英語版） 1913年のドイツ（英語版） 1914年のドイツ（英語版）
  - 1915年のドイツ（英語版） 1916年のドイツ（英語版） 1917年のドイツ（英語版） 1918年のドイツ（英語版） 1919年のドイツ（英語版）
- 1920年代
  - 1920年のドイツ（英語版） 1921年のドイツ（英語版） 1922年のドイツ（英語版） 1923年のドイツ（英語版） 1924年のドイツ（英語版）
  - 1925年のドイツ（英語版） 1926年のドイツ（英語版） 1927年のドイツ（英語版） 1928年のドイツ（英語版） 1929年のドイツ（英語版）
- 1930年代
  - 1930年のドイツ（英語版） 1931年のドイツ（英語版） 1932年のドイツ（英語版） 1933年のドイツ（英語版） 1934年のドイツ（英語版）
  - 1935年のドイツ（英語版） 1936年のドイツ（英語版） 1937年のドイツ（英語版） 1938年のドイツ（英語版） 1939年のドイツ（英語版）
- 1940年代
  - 1940年のドイツ（英語版） 1941年のドイツ（英語版） 1942年のドイツ（英語版） 1943年のドイツ（英語版） 1944年のドイツ（英語版）
  - 1945年のドイツ（英語版） 1946年のドイツ（英語版） 1947年のドイツ（英語版） 1948年のドイツ（英語版） 1949年のドイツ（英語版）
- 1950年代
  - 1950年のドイツ（英語版） 1951年のドイツ（英語版） 1952年のドイツ（英語版） 1953年のドイツ（英語版） 1954年のドイツ（英語版）
  - 1955年のドイツ（英語版） 1956年のドイツ（英語版） 1957年のドイツ（英語版） 1958年のドイツ（英語版） 1959年のドイツ（英語版）
- 1960年代
  - 1960年のドイツ（英語版） 1961年のドイツ（英語版） 1962年のドイツ（英語版） 1963年のドイツ（英語版） 1964年のドイツ（英語版）
  - 1965年のドイツ（英語版） 1966年のドイツ（英語版） 1967年のドイツ（英語版） 1968年のドイツ（英語版） 1969年のドイツ（英語版）
- 1970年代
  - 1970年のドイツ（英語版） 1971年のドイツ（英語版） 1972年のドイツ（英語版） 1973年のドイツ（英語版） 1974年のドイツ（英語版）
  - 1975年のドイツ（英語版） 1976年のドイツ（英語版） 1977年のドイツ（英語版） 1978年のドイツ（英語版） 1979年のドイツ（英語版）
- 1980年代
  - 1980年のドイツ（英語版） 1981年のドイツ（英語版） 1982年のドイツ（英語版） 1983年のドイツ（英語版） 1984年のドイツ（英語版）
  - 1985年のドイツ（英語版） 1986年のドイツ（英語版） 1987年のドイツ（英語版） 1988年のドイツ（英語版） 1989年のドイツ（英語版）
- 1990年代
  - 1990年のドイツ（英語版） 1991年のドイツ（英語版） 1992年のドイツ（英語版） 1993年のドイツ（英語版） 1994年のドイツ（英語版）
  - 1995年のドイツ（英語版） 1996年のドイツ（英語版） 1997年のドイツ（英語版） 1998年のドイツ（英語版） 1999年のドイツ（英語版）
- 2000年代
  - 2000年のドイツ（英語版）

### 21世紀
- 2000年代
  - 2001年のドイツ（英語版） 2002年のドイツ（英語版） 2003年のドイツ（英語版） 2004年のドイツ（英語版）
  - 2005年のドイツ（英語版） 2006年のドイツ（英語版） 2007年のドイツ（英語版） 2008年のドイツ（英語版） 2009年のドイツ
- 2010年代
  - 2010年のドイツ（英語版） 2011年のドイツ（英語版） 2012年のドイツ（英語版） 2013年のドイツ（英語版） 2014年のドイツ（英語版）
  - 2015年 2016年 2017年 2018年 2019年
- 2020年代 : 2020年 2021年 2022年 2023年 2024年 2025年 2026年 2027年 2028年 2029年

## 文化と芸術

### テレビ放送
- List of years in German television（英語版）